# Philodromus rubrofrontus
Philodromus rubrofrontus är en spindelart som beskrevs av Arthur Urquhart 1891. Philodromus rubrofrontus ingår i släktet Philodromus och familjen snabblöparspindlar. Inga underarter finns listade i Catalogue of Life.